# Elisabeth Roock
Elisabeth Roock (* 2. April 1919 in Mayen; † 18. August 1995) war eine deutsche Politikerin, Gewerkschafterin und ehrenamtliche Oberbürgermeisterin von Solingen.

## Leben
Die gelernte Fürsorgerin Elisabeth Roock kam im Jahr 1945 als Kriegerwitwe und alleinerziehende Mutter von zwei Kindern nach Solingen. Dort wurde sie 1948 Gewerkschaftsmitglied und trat 1954 in die SPD ein. Ab 1950 war Elisabeth Roock für zwei Jahrzehnte Mitarbeiterin des Solinger Arbeitsamtes. Neben ihrer Beschäftigung in der Arbeitsvermittlung wirkte sie dort auch im Personalrat mit, zeitweise führte sie dessen Vorsitz. Für die SPD zog sie 1970 in den Solinger Stadtrat ein, dem sie bis 1984 angehörte. Als erste und bisher einzige Frau war Elisabeth Roock Oberbürgermeisterin von Solingen, vom 11. November 1973 bis zum 22. Mai 1975. In ihre Amtszeit fielen das 600. Jubiläum der Stadtwerdung (23. Februar 1974), die Einweihung des mit 100 Millionen DM bis dahin teuersten Hochbauvorhabens der Stadt (Erweiterung des städtischen Krankenhauses) und die kommunale Neugliederung zum 1. Januar 1975 mit der Eingemeindung von Burg. Ein städtisches Altenheim, das Elisabeth-Roock-Haus, wurde im Jahre 1996 nach ihr benannt.
Elisabeth Roock legte keinen Wert auf das „in“ in ihrem Titel: „Denn die Oberbürgermeisterin ist nur die Frau des Oberbürgermeisters.“

„Ich helfe jenen, auf deren Dasein ein Schatten fällt. Die in Not Geratenen und die Minderprivilegierten sollen in mir eine Fürsprecherin haben.“

## Ehrungen
- 17. Dezember 1983: Verleihung des Ehrenringes der Stadt Solingen[2][3]
- 10. Mai 1991: Verdienstorden des Landes Nordrhein-Westfalen[4]